# Список правителей Каппадокии

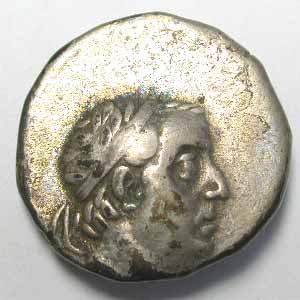
Ариобарзан I Филороман

Список включает правителей Каппадокии как независимого государства, так и в составе других империй.

## Цари Табала
Табал — нео-хеттское царство, зависимое от Ассирии.
- ок. 800 до н. э.: Туватис I.
- ок. 770 до н. э.: Туате I.
- ок. 738 до н. э.: Уассурме I.
- ок. 730 до н. э.: Хили I.
- ок. 730 до н. э.: Варпалава I.
- ок. 713 до н. э.: Васусурма I.

## Независимые цари Каппадокии (до персидского завоевания)
- VI век до н. э.: Фарнак (был женат на тётке Кира Великого).

## Персидские сатрапы Великой Каппадокии
Каппадокия — эллинизированное персидское название этой страны «Катпатука» (страна прекрасных лошадей). В составе Ахеменидской империи древняя Каппадокия была разделена на две сатрапии — Великую Каппадокию (которая в дальнейшем сохранила за собой имя Каппадокии) и Малую Каппадокию (которая позднее стала называться Понтийской Каппадокией, а затем просто Понтом).
АХЕМЕНИДЫ
- ок. 510 до н. э.: Ариарамн I (родственник Дария I персидского).
- ок. 480 до н. э.: Гобрий I (II) (сводный брат Ксеркса I персидского).
- (неизвестные по имени сатрапы).
- 407-401 до н. э.: Кир I Младший, сын Дария II персидского.

МИТРИДАТИДЫ (боковая ветвь Ахеменидов — будущие цари Понта)
- 401-385 до н. э.: Митридат I[1], сын Ариобарзана I даскилейского, потомок Отана (брата Дария I персидского).

АРИАРАТИДЫ (боковая ветвь Ахеменидов — будущие цари Каппадокии)
- 385-362 до н. э.: Датамн I, сын Камиссара I киликийского.
- 362-350 до н. э.: Ариамн, сын Датамна I.
- 350-322 до н. э.: Ариарат I, сын Ариарамна II (полунезависимый царь в северной Каппадокии с 331 до н. э.).

## Македонские сатрапы Каппадокии
- 333-332 до н. э.: Сабикт (в южной Каппадокии).
- 332-323 до н. э.: (неизвестные по имени македонские сатрапы в южной Каппадокии).
- 323-319 до н. э.: Эвмен из Кардии.
- 319-312 до н. э.: Никанор (сторонник Антигона Одноглазого).
- 312-306 до н. э.: Антигон I Монофтальм (царь Азии с 306 до н. э.).
- 306-302 до н. э.: (неизвестные по имени наместники Антигона I Монофтальма).
- 302-301 до н. э.: Аминта (наместник Антигона I в Каппадокии).

## Династы Каппадокии в составе Селевкидского царства
АРИАРАТИДЫ (1ая династия царей Каппадокии)
- 301-280 до н. э.: Ариарат II, сын Олоферна, внук Ариарамна II.
- 280-250 до н. э.: Ариарамн III (II), сын Ариарата II.

## Независимые цари Каппадокии

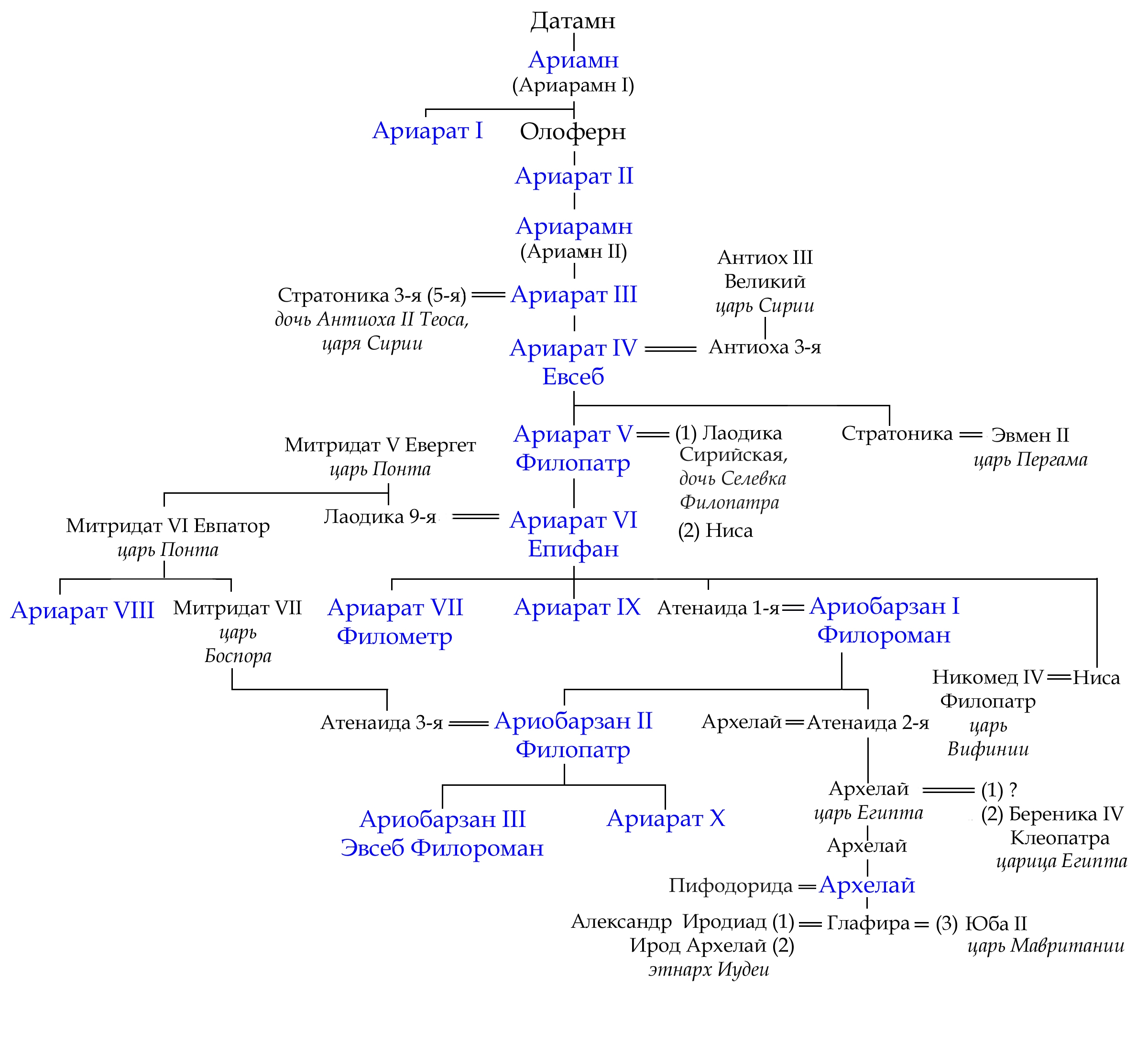

АРИАРАТИДЫ (1ая династия царей Каппадокии)' 
- 250-220 до н. э.: Ариарат III, сын Ариарамна II.
- 220-163 до н. э.: Ариарат IV Эвсеб, сын Ариарата III.
- 163-130 до н. э.: Ариарат V Эвсеб Филопатор, сын Ариарата IV.
- 163-156 до н. э.: Ороферн[англ.] Никифор, сын Ариарата IV (в оппозиции к брату).
- 130-116 до н. э.: Ариарат VI Эпифан Филопатор, сын Ариарата V.
  - 130-129 до н. э.: Лаодика (V), дочь Селевка IV сирийского, вдова (2аяжена) Ариарата V, мачеха Ариарата VI (регент).
  - 129-126 до н. э.: Ниса, дочь Фарнака I понтийского, вдова (1аяжена) Ариарата V, мать Ариарата VI (регент).
- 116-115 до н. э.: Ариарат VII Филометор, сын Ариарата VI (1ый раз).
  - 116-103 до н. э.: Лаодика (IX), дочь Митридата V понтийского, вдова Ариарата VI, мать Ариарата VII (регент).

ДЕДАЛСИДЫ (династия царей Вифинии)
- 103-102 до н. э.: Никомед III Эвергет, сын Никомеда II вифинского, 2ой муж Лаодики (провозгласил объединение Каппадокии и Вифинии в единое царство).

АРИАРАТИДЫ (1ая династия царей Каппадокии)
- 102-101 до н. э.: Ариарат VII Филометор, сын Ариарата VI (2ой раз).

МИТРИДАТИДЫ (династия царей Понта)
- 101- 96 до н. э.: Ариарат VIII Эвсеб (настоящее имя — Аркафий), сын Митридата VI понтийского[2] (1ый раз).
  - 101- 96 до н. э.: Гордий[англ.] (регент).

АРИАРАТИДЫ (1ая династия царей Каппадокии)
- 96 — 95 до н. э.: Ариарат IX Эпифан, сын Ариарата VI.

АРИОБАРЗАНИДЫ (2ая династия царей Каппадокии)
- 95 — 94 до н. э.: Ариобарзан I Филоромей, муж Атенаиды I, дочери Ариарата VI (1ый раз).

МИТРИДАТИДЫ (династия царей Понта)
- 94 — 92 до н. э.: Ариарат VIII Эвсеб (настоящее имя — Аркафий), сын Митридата VI понтийского (2ой раз).

АРИОБАРЗАНИДЫ (2ая династия царей Каппадокии)
- 92 — 89 до н. э.: Ариобарзан I Филоромей, муж Атенаиды I, дочери Ариарата VI (2ой раз).

МИТРИДАТИДЫ (династия царей Понта)
- 89 — 86 до н. э.: Ариарат VIII Эвсеб (настоящее имя — Аркафий), сын Митридата VI понтийского (3ий раз).
- 86 — 85 до н. э.: Митридат II (VI) Эвпатор Дионис, сын Митридата V понтийского (царь Понта в 121-63 до н. э.) (1ый раз).

АРИОБАРЗАНИДЫ (2ая династия царей Каппадокии)
- 85 — 68 до н. э.: Ариобарзан I Филоромей, муж Атенаиды I, дочери Ариарата VI (3ий раз).

МИТРИДАТИДЫ (династия царей Понта)
- 68 — 64 до н. э.: Митридат II (VI) Эвпатор Дионис, сын Митридата V понтийского (царь Понта в 121-63 до н. э.) (2ой раз).

АРИОБАРЗАНИДЫ (2ая династия царей Каппадокии)
- 64 — 62 до н. э.: Ариобарзан I Филоромей, муж Атенаиды I, дочери Ариарата VI (4ый раз, отрёкся от престола в пользу сына).
- 62 — 51 до н. э.: Ариобарзан II Филопатор, сын Ариобарзана I.
- 51 — 42 до н. э.: Ариобарзан III Эвсеб Филоромей, сын Ариобарзана II.
- 42 — 36 до н. э.: Ариарат X Эвсеб Филадельф, сын Ариобарзана II.

АРХЕЛАИДЫ (династия верховных жрецов Беллоны — теократов Команы Понтийской)
- 36 до н. э.-17 н. э.: Архелай I Сисин Филопатор, сын Архелая команского, внук Архелая (царя Египта в 57-55 до н. э.), правнук Атенаиды II (дочери Ариобарзана I).

В 17 г. н. э. Каппадокия вошла в состав Римской империи.

## Армянские князья в Кесарии
АРЦРУНИ
- 1022—1026: Сенекерим I Ованнес, сын Абусахла I Амазаспа (царь Васпуракана в 983—1023).
- 1026—1065: Давид I, сын Сенекерима I.
- 1065—1083: Атом I, сын Давида I.
- 1065—1083: Абусахл I (II), сын Давида I (соправитель брата).

1083 г. — сельджукское завоевание.

## Армянский князь в Пизе и Колонпалате
БАГРАТУНИ
- 1045—1079: Гагик I (II) Анийский, сын Ашота IV Храброго (царь Анийского царства в 1042—1045).

## Армянский князь в Цамендане
БАГРАТУНИ
- 1064—1081: Гагик II (I) Карсский, сын Аббаса I карсского (царь Карсского царства в 1029—1064).

## Армянский царь в Киликии и Каппадокии
ВАРАЖНУНИ
- 1071—1086: Филарет I (в 1078 принял титулы севаста и августа).

С 1086 — к сельджукскому Румскому султанату…

## Туркменские малики в Сивасе
ДАНИШМЕНДИ
- 1071—1104: Гюмюш-Тегин Данишменд Ахмад Гази I.
- 1104—1134: Малик Гази II Гюмюш-Тегин, сын Гази I.
- 1134—1142: Мухаммад I, сын Гази II.
- 1142—1142: Имад ад-Дин Зу’н-Нун I, сын Мухаммада I [1ый раз].
- 1142—1164: Низам ад-Дин Ягы-Басан I, сын Гази II.
- 1164—1166: Муджахид Джамал ад-Дин Гази III, сын Ягы-Басана I.
- 1166—1166: Шамс ад-Дин Ибрахим I, сын Гази II.
- 1166—1168: Шамс ад-Дин Исмаил I, сын Ибрахима I.
- 1168—1174: Насир ад-Дин Зу’н-Нун I, сын Мухаммада I [2ой раз].

С 1174 — к сельджукскому Румскому султанату…

## Туркменские малики в Малатье
ДАНИШМЕНДИ
- 1142—1152: Айн ад-Дин (имя неизвестно), сын Гази II сивасского.
- 1152—1162: Зу’ль-Карнайн I, сын Айн ад-Дина.
- 1162—1170: Насир ад-Дин Мухаммад II, сын Зу’ль-Карнайна I [1ый раз].
- 1170—1172: Фахр ад-Дин Касим I, сын Зу’ль-Карнайна I.
- 1172—1175: Афридун I, сын Зу’ль-Карнайна I.
- 1175—1178: Насир ад-Дин Мухаммад II, сын Зу’ль-Карнайна I [2ой раз].

С 1178 — к сельджукскому Румскому султанату…

## Турецкие беи в Сивасе и Кайсери
ЭРЕТНАОГУЛЛАРЫ
- 1337-1352: Ала ад-Дин Эретна I, сын Джаффара.
- 1352—1366: Гийяс ад-Дин Мухаммад I, сын Эретны I.
- 1366—1380: Ала ад-Дин Али I, сын Мухаммада I.
- 1380—1380: Мухаммад II Челеби, сын Али I.

СИВАСИ
- 1380—1398: Султан Бархан ад-Дин Ахмад I (узурпатор), турецкий поэт и учёный, более известный под именем Бурханеддин Сиваси.
- 1398—1398: Зайн аль-Абидин Мухаммад III, сын Ахмада I.

С 1398 — к Османской империи…